# Victor Reille
Pour les autres membres de la famille, voir Famille Reille.
Le baron Victor Reille, né le 14 janvier 1851 à Paris où il est mort le 13 janvier 1917, est un militaire et industriel français.

## Carrière
Polyeucte Victor Gustave Reille est le fils de Gustave-Charles-Prosper Reille et d'Anna Masséna. Marié à Geneviève Million de La Verteville, il est le père de Karl Reille. 
Sorti diplômé de l'École polytechnique (promotion 1871), il devient capitaine d'artillerie.
En 1916, il succède à Melchior de Vogüé à la présidence de Saint-Gobain.
Il est administrateur de la Compagnie générale des eaux, de la Société des machines-outils, de la Compagnie ottomane des Eaux de Constantinople, de la Société anonyme des Papeteries du Marais et de Sainte-Marie.
Également peintre, il expose et vend ses œuvres en utilisant parfois le pseudonyme de Jack Elsy.
Il est le fondateur du rallye Baudry.

## Sources
- Hervé Joly, Danièle Fraboulet, Patrick Fridenson, Alain Chatriot, "Dictionnaire historique des patrons français", Flammarion, 2010
- Hervé Joly, « Diriger une grande entreprise au XXe siècle: L’élite industrielle française », Presses universitaires François-Rabelais, 2018